# Datsun 13-17 Trucks
Die Datsun 13/14/15/17 Trucks waren kleine LKWs in Form von Pick-ups, die auf den jeweiligen Datsun-Modellen basierten.

## Datsun 13 Truck
Der Datsun 13 Truck war das erste Modell in einer langen und erfolgreichen Serie von kleinen Nutzfahrzeugen, die auf Datsun-Pkws basierten. Beim Datsun 13 Truck war dies der Datsun 13, von dem er sich im Aussehen in vielerlei Hinsicht unterschied.
Angefangen beim Kühlergrill, der im Gegensatz zum Datsun 13 nicht verchromt war, völlig senkrecht war und aus Stahlblech bestand. Dadurch hatte der LKW eine längere Motorhaube. Ebenso wie beim Datsun 13 wurde der Motor und das Getriebe des 13 Truck von Yanase Motor und der Nihon Jidosha Corporation gebaut. Das Chassis wurde im Osaka Werk der Division Automotive von Tobata Casting gebaut. Der Zusammenbau erfolgte dann im Nissan-Werk.
Der Datsun 13 Truck wurde zwischen April 1934 und März 1935 produziert.

## Datsun 14 Truck
Der Datsun 14 Truck, abgeleitet vom Datsun 14, erhielt dieselben technischen Änderungen wie dieses Modell, jedoch mit einer längeren Motorhaube und senkrechtem aus Stahl bestehenden Kühlergrill vom 13 Truck. Auch er wurde im neuen Werk in Yokohama von 1935 bis 1936 produziert.

## Datsun 15 Truck
Beim Datsun 15 hatten sich die Maße geändert und so wuchs auch parallel der 15 Truck. Der Vorderbau war gleich dem 13 und 14er Truck. Produziert wurde der Datsun 15 Truck von 1936 bis 1938, da infolge des Krieges in der Mandschurei kein LKW-Modell vom Datsun 16 entwickelt wurde.

## Datsun 17 Truck
Der Datsun 17 Truck auf Basis des Datsun 17 wurde im April 1938 eingeführt. Er ersetzte den Datsun 15 Truck, da kein Datsun 16 Truck produziert wurde. Da Japan sich am Zweiten Weltkrieg beteiligte, musste die Produktion von Pkw auf Lkw und Nutzfahrzeuge umgeschichtet werden. So blieb der Datsun 17 nur für ein Jahr in Produktion, während der 17 Truck bis Januar 1944 hergestellt wurde. 
Der Datsun 17 Truck war nicht mehr als eine überarbeitete Version des vorherigen Datsun 15 Truck. Die meisten Änderungen waren eher Verschlechterungen. Aufgrund des Krieges waren viele Rohstoffe schwer zu bekommen. Daher war der 17 Truck spartanischer ausgestattet. War der 15 Truck am Grill noch anders lackiert, war das Fahrzeug nun komplett in einer Farbe gehalten. Als Motor war weiterhin der 722 cm³ große Vierzylinder-Datsun Type 7-Engine mit 16 PS in Verwendung. Nach dem Krieg wurde das Design des 17 Truck wieder verwendet. Das Fahrwerk und Motor des 17 Truck waren die Grundlage der Datsun 1121 und Datsun 2124 Lkw.
1949 ging der 17 Truck mit einem anderen Kühlergrill als Datsun 3135 LKW und im Jahr 1950 nahezu identisch als Datsun 4146 in Produktion.